# 시사난타 세상보기
《시사난타 세상보기》는 2001년 4월 30일부터 2001년 10월 29일까지 방송되었던 교양 프로그램이다.

## 기획 의도
뮤지컬 '난타'의 송승환이 진행으로 젊은 전문직 종사자들이 초대돼 사회와 문화 현상에 대해 난상토론을 벌이는 프로그램이다.

## 참고 사항
- 시청률 저하로 인해 고전을 면치 못하자 2001년 가을 개편에 맞아 폐지되는 비운을 맞게 된다.

## 같이 보기
- 난타

| KBS 2TV 월요일 밤 11시대 프로그램       | KBS 2TV 월요일 밤 11시대 프로그램          | KBS 2TV 월요일 밤 11시대 프로그램    |
| 이전 작품                               | 작품명                                     | 다음 작품                            |
| --------------------------------------- | ------------------------------------------ | ------------------------------------ |
| 테마쇼 인체여행 (2000.10.9 ~ 2001.4.23) | 시사난타 세상보기 (2001.4.30 ~ 2001.10.29) | 이유있는 밤 (2001.11.5 ~ 2002.10.21) |